# Šinobu Onoová
Šinobu Onoová (japonsky 大野 忍, * 23. ledna 1984 Zama) je japonská fotbalistka.

## Reprezentační kariéra
Za japonskou reprezentaci v letech 2003 až 2016 odehrála 139 reprezentačních utkání. Byla členkou japonské reprezentace i na Mistrovství světa ve fotbale žen 2007, 2011, 2015 a Letních olympijských hrách 2008 a 2012.

## Statistiky
| Japonsko | Japonsko | Japonsko |
| Roky     | Záp.     | Góly     |
| -------- | -------- | -------- |
| 2003     | 5        | 2        |
| 2004     | 1        | 3        |
| 2005     | 7        | 1        |
| 2006     | 16       | 4        |
| 2007     | 17       | 8        |
| 2008     | 19       | 7        |
| 2009     | 3        | 2        |
| 2010     | 12       | 6        |
| 2011     | 17       | 3        |
| 2012     | 15       | 2        |
| 2013     | 7        | 1        |
| 2014     | 6        | 0        |
| 2015     | 12       | 0        |
| 2016     | 2        | 1        |
| Celkem   | 139      | 40       |

## Úspěchy

### Reprezentační
- Letní olympijské hry:  2012
- Mistrovství světa:  2011;  2015
- Mistrovství Asie:  2008, 2010